# Шендамо (Вибо Валенција)
Шендамо је насеље у Италији у округу Вибо Валенција, региону Калабрија.
Према процени из 2011. у насељу је живело 61 становника. Насеље се налази на надморској висини од 706 м.